# Ковчег (роман)
«Ковчег» (швед. Arken) — роман шведського письменника-фантаста Пітера Нільсона, що вийшов у видавництві Norstedts förlagsgrupp 1982 року.
«Ковчег» увійшов до Тисячі шведської класики

## Сюжет
Роман став проривом Нільсона. Події розпочинаються з моменту створення світу й завершуються у віддаленому майбутньому. Головний герой Бенджамін виділяє рабів на будівництво Ноєвого ковчега. Згодом він переживає Потоп й пливе за рікою часу в майбутнє. Зрештою, він буде йти в ногу з новою епохою, а його подорож підійде до кінця з кінцем світу.

## Видання
- Nilson Peter. Arken berättelsen om en färd till tidens ände / Box 1. — Lund : Btj, 1982.
- Nilson Peter. Arken berättelsen om en färd till tidens ände / Box 2. — Lund : Btj, 1982.
- Nilson Peter. Arken: berättelsen om en färd till tidens ände. — Stockholm : Norstedt, 1982. — ISBN 91-1-821182-8.
- Nilson Peter. Arken: beretningen om en ferd til tidens slutt. — Oslo, 1983. — ISBN 82-05-14336-6.
- Nilson Peter. Arken: berättelsen om en färd till tidens ände. — [Ny utg.] — Stockholm : MånPocket, 1984. — (MånPocket, 99-0184541-6) — ISBN 91-7642-172-4.
- Nilson Peter. Arken: berättelsen om en färd till tidens ände. — Stockholm : Norstedt, 1998. — ([Ny utg.]) — ISBN 91-1-300344-5.
- Nilson Peter. Arken berättelsen om en färd till tidens ände. — Lund : Btj, 2005.